# Kurt-Asle Arvesen
Kurt Asle Arvesen (Molde, 1975. február 9. –) norvég országúti kerékpáros. 2011-ben visszavonult a versenyzéstől.

## Főbb győzelmei
- 1997
  - U-23-as világbajnok
- 1999
  - Norvég bajnok
- 2001
  - 1 szakaszgyőzelem  Herald Sun Tour
- 2002
  - Norvég bajnok
  - Tour of Sweden győztes
  - Danmark Rundt győztes
  - Párizs-Corrèze Hegyi összetett
- 2003
  - 1 szakaszgyőzelem Giro d’Italia
- 2004
  - Danmark Rundt győztes
  - 123. Tour de France
- 2005
  - Danmark Rundt második
  - 89. Tour de France
- 2006
  - Paris-Tours második
- 2007
  - 1 szakaszgyőzelem Giro d’Italia
  - 67. Tour de France
  - Danmark Rundt győztes
- 2008
  - Norvég bajnok
  - 1 szakaszgyőzelem Tour de France
  - 57. Tour de France
  - 10. Milan Sanremo
  - 7. Ronde van Vlaanderen
- 2009
  - Norvég bajnok

## Külső hivatkozások
- Profilja a Saxo Bank honlapján